# 量子引力
量子引力（Quantum gravity），是對引力場進行量子化描述的理論，屬於萬有理論之一。研究方向主要嘗試結合廣義相對論與量子力學，是當前物理學尚未解决的問題。當前主流嘗試理論有：超弦理論、迴圈量子重力理論。

## 背景
经典描述下的引力，是由愛因斯坦於1916年建立的廣義相對論成功描述的。该理论透過質量對於時空曲率的影響（愛因斯坦方程式）而對水星近日點歲差偏移、引力場下光線紅移、光線彎折等三種問題提出了完滿的解釋，並且至今為止在天文學的觀測上，實驗數據與廣義相對論預測值的相符程度遠高於其他競爭理論。因此，廣義相對論描述古典引力的正確性很少有人懷疑。
另一方面，量子力學從狄拉克建立了相對論性量子力學的狄拉克方程式開始，擴充成量子場論的各種形式。其中包括了量子電動力學與量子色動力學，成功地解釋了四大基本力中的三者－電磁力、原子核的強力與弱力的量子行為，僅剩下引力的量子性尚未能用量子力學來描述。
除了未能達成對於引力量子（引力子）的描述之外，兩個成功的理論在根本架構上也有衝突之處：量子場論是建構在廣義相對論的平坦時空下基本力的粒子場上。如果要透過這種相同模式來對引力場進行量子化，則主要問題是在廣義相對論的彎曲時空架構，無法一如以往透過重整化的數學技巧來達成量子化描述，亦即引力子會互相吸引，而當把所有反應加總常會得到許許多多的無限大值，沒辦法用數學技巧得到有意義的有限值；相對地，例如量子電動力學中對於光子的描述，雖然仍會出現一些無限大值，但為數較少可以透過重整化方法可以將之消除，而得到實驗上可量到的、具有意義的有限值。
至於實驗方面，很遺憾，量子引力所探討的能量與尺度乃是目前實驗室條件下無法觀測得到的，有些學者提出一些觀點可能可以透過天文學上的觀測來檢驗，但仍屬少數特例。因此希望從實驗觀測得到一些關於量子引力理論發展上的提示，現階段仍屬不可行。
推導量子引力理論的一般方法是假設這個理論是簡單優雅的，然後回頭看看現前的理論，找尋對稱性及提示以想辦法優雅地合併它們成為一個更加普適的理論。這方法的一項問題是沒人可以肯定量子引力是否會是一個簡單優雅的理論。
这个理论的意义在于了解一些涉及龐大質量或能量以及很小尺度的空間的問題，例如黑洞的行為，以及宇宙的起源。

## 歷史觀點
歷史上，對於量子理論與要求背景獨立的廣義相對論兩者明顯的矛盾曾出現過兩種反應。 
第一種是廣義相對論所採的幾何詮釋並非究竟，而只是一個未知的背景相依理論的近似表現。舉例來說，這在史蒂文·溫伯格的經典教科書《引力與宇宙學》裡面被明白表示過。
另外相抗衡的觀點是背景獨立是基礎性質，而量子力學需要被一般化，改寫成一個沒有預設特定時間的理論。這樣的幾何觀點在米斯納（Charles W. Misner）、約翰·惠勒與基普·索恩三人合寫的經典著作《引力論》中詳述過。
理論物理巨擘對於引力意義採相反看法的兩本書，很有趣地幾乎同時發表於1970年代早期。出現了這樣的僵局使得理查·費曼在1960年代早期給太太的一封信中，絕望地寫道：「提醒我不要再參加任何一個引力會議。」理查·費曼對於使量子引力曾做過重要的嘗試。
這兩種論點分別發展出弦論與迴圈量子引力理論。

## 量子力學與廣義相對論的不相容

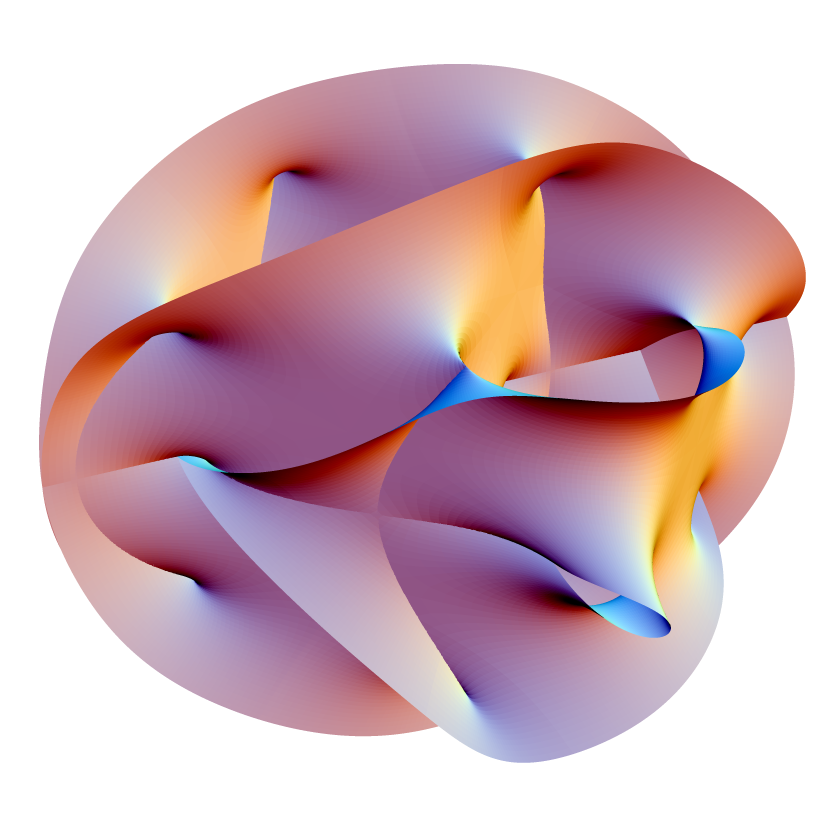
卡拉比－丘流形

理論物理上最深奧的問題之一是調和廣義相對論以及量子力學。廣義相對論描述引力並且適用在大尺度結構（恆星、行星、銀河），而量子力學描述其他三種作用在微觀尺度的基本力。
廣義相對論教導我們沒有固定的時空背景，而在牛頓力學與狹義相對論則有；時空幾何是動態的。雖然在原則上容易掌握，這卻是廣義相對論中最難了解的概念，而且它所帶來的結果是相當深遠的，也沒完全地探索完，即使僅就古典層級而言。就某種程度而言，廣義相對論可以視作是一種關係理論，在這樣的理論中，物理上唯一要緊的訊息是時空中不同事件彼此間的關係。
另一方面，由于量子力学最开始是從固定背景（非動態的）結構开始研究的，它依赖于固定的时空背景。在量子力學中，時間是開始就給定而且非動態的，恰如牛頓的古典力學一般。在相對論性量子場論中，一如在古典場論中，閔可夫斯基時空是理論的固定背景。弦論從擴充量子場論出發，其中點粒子代之以弦樣物體，在固定時空背景中做傳遞。雖然弦論的起源是在夸克侷束（quark confinement）研究方面而不是在量子引力方面，很快就發現弦的頻譜包括了引力子，而且弦的幾種特定振動模式的「凝聚」等價於對原始背景的修改。

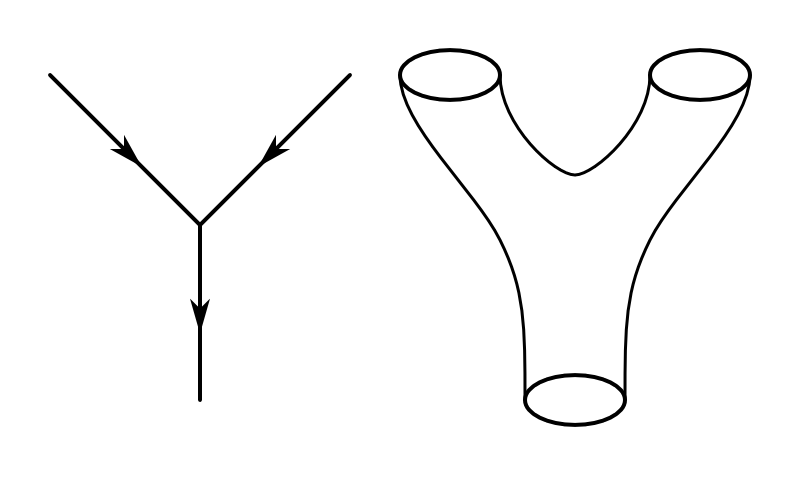
弦論中的弦

處在彎曲（非閔可夫斯基式）背景下的量子場論，雖然並非引力的量子理論，亦顯示了量子場論中的一些假設無法被延伸到彎曲時空中，完善的量子引力理論就更不用提了。特別地說，真空—當它存在時—被指出和觀察者所經過的時空路徑有相依性（見盎魯效應）。此外，場概念看起來比粒子概念還要來得基本(粒子概念被認為是描述局域交互作用的方便法)。後者觀點是有爭議性的，和史蒂文·溫伯格的著作《量子場論》在閔可夫斯基空間中所發展出的量子場論相矛盾。
迴圈量子引力是建構背景獨立量子理論的努力成果。拓撲量子場論提供了背景獨立量子場論的一例，但其沒有局域的自由度而僅有有限個全域自由度。如此要描述3+1維的引力則顯得不足；按照廣義相對論，即使在真空，引力也有局域自由度。然而在2+1維，引力就可以是拓撲場論，而其也被成功地透過多種方法進行量子化，包括自旋網路的方法。
此外尚有三處量子力學與廣義相對論的拉鋸戰。
- 首先，廣義相對論預言了自己在奇點會失效，而量子力學在奇點附近則會和廣義相對論格格不入。
- 其次，在量子力學的海森堡不確定原理下，粒子的位置與速度無法同時確知，尚不清楚如何决定一个粒子的引力场。
- 最後一處的拉鋸戰並非邏輯上的矛盾，它涉及了「量子力學造成貝爾不等式的違反」（暗示超光速影響）與「相對論中光速作為速度上限」這兩者間的困境。前兩點的解決之道可能出自對於廣義相對論有更好的了解[1]。

## 理論
現有為數不少的量子引力理論被提出來：
- 弦論/超弦/M理論
- 圈量子重力论
- 超引力
- AdS/CFT对偶
- 惠勒-得衛特方程式
- 迴圈量子引力
- 歐幾里得量子引力
- 非交換幾何
- 扭量
- 離散洛侖茲式量子引力
- 沙克哈洛夫式感應引力
- 瑞吉算法
- 聲學度規(聲學類比模型)及其他的引力類比模型
- 過程物理學

量子化引力的「直接」方法有多項選擇。
- 是否要如同霍金一樣，採用對威克轉動過的黎曼度規做泛函積分？參見歐幾里得式路徑積分方法。
- 我們有用協變Peierls bracket嗎？
- 我們有用BRST/Batalin-Vilkovisky形式，或規範固定，或規範分解嗎？
- 如果我們選擇了正則量子化，我們有用愛因斯坦-希爾伯特作用量將度規僅當作是動態量，以得到惠勒-得衛特方程式嗎？ 
  - 抑或我們將度規與仿射聯絡各自處理？
- 抑或我們是否擁有整個龐加萊群以作為規範群，並以愛因斯坦-嘉當理論作為起點？
- 抑或我們有用活動標架的嘉當方法以及帕拉丁尼作用量，以得到第二類約束?
- 我們有否消除掉第二類約束，利用阿希提卡變數來得到迴圈量子引力，或者我們要做其他方案？

旋量場的存在可能迫使我們要從事嘉當形式或其他相當者的研究。
- 又或許我們我們應該關注微分同胚群表象，一如韋格納關注龐加萊群表象一樣。

## 溫伯格-維騰定理
在量子場論中有則溫伯格-維騰定理，對於複合引力/突現引力方面的理論施加了一些約束條件。

## 量子引力研究者
- 量子引力研究者列表

## 延伸閱讀
- Ahluwalia, D. V. . Modern Physics Letters A. 2002, 17 (15–17): 1135. Bibcode:2002MPLA...17.1135A. arXiv:gr-qc/0205121 . doi:10.1142/S021773230200765X.
- Ashtekar, Abhay.  (PDF). Current Science. 2005, 89: 2064–2074. （原始内容 (PDF)存档于2011-06-05）.
- Carlip, Steven. . Reports on Progress in Physics. 2001, 64 (8): 885–942. Bibcode:2001RPPh...64..885C. arXiv:gr-qc/0108040 . doi:10.1088/0034-4885/64/8/301.
- Kiefer, Claus. . Oxford University Press. 2007. ISBN 0-19-921252-X.
- Kiefer, Claus. . Annalen der Physik. 2005, 15: 129–148. Bibcode:2006AnP...518..129K. arXiv:gr-qc/0508120 . doi:10.1002/andp.200510175.
- Lämmerzahl, Claus (编). . Lecture Notes in Physics. Springer. 2003. ISBN 3-540-40810-X.
- Rovelli, Carlo. . Cambridge University Press. 2004. ISBN 0-521-83733-2.
- Trifonov, Vladimir. . International Journal of Theoretical Physics. 2008, 47 (2): 492–510. Bibcode:2008IJTP...47..492T. arXiv:math-ph/0702095 . doi:10.1007/s10773-007-9474-3.

## 外部連結
- "Planck Era" and "Planck Time" （页面存档备份，存于） (up to 10−43 seconds after birth of Universe) (University of Oregon).
- "Quantum Gravity" （页面存档备份，存于）, BBC Radio 4 discussion with John Gribbin, Lee Smolin and Janna Levin (In Our Time, Feb. 22, 2001)